# Харун Тазиев
Харун Тазиев (на френски: Haroun Tazieff) е белгийско-френски вулканолог, геолог и писател.
Известен популяризатор на науката, Тазиев е сред пионерите в заснемането на активността на вулканите и демонстрира ползата от мултидисциплинарни експедиции за наблюдение на действащи и изригващи вулкани. Изследванията му са върху ролята на газовете в динамиката на изригванията, присъствието на вода в магмата, подводния вулканизъм, техниките за измерване на вариациите в магнитното поле при изригвания, преките наблюдения на континенталния дрейф, обмена на маса и енергия между вулканичните обекти и атмосферата.

## Биография
Харун Тазиев е роден на 11 май 1914 година във Варшава, по това време част от Руската империя. Баща му, който е татарин и военен лекар, е убит няколко месеца по-късно, след началото на Първата световна война. Майка му е от еврейско-немски произход, по образование химик с докторат по политически науки. През 1921 година тя емигрира в Белгия, където малко по-късно се жени за поета Робер Вивие.
Тазиев прекарва младостта си в Белгия и през 1936 година получава белгийско гражданство. През младежките си години се занимава активно със спорт, главно с ръгби, бокс и футбол. Дипломира се като агроном в Жамблу, след което през 1938 – 1939 година служи в армията. По време на Втората световна война участва в Съпротивата, а през 1944 година завършва минно инженерство в Лиежкия университет.
През 1945 година Харун Тазиев заминава в Катанга, където работи като минен инженер. По стечение на обстоятелствата през 1948 година той наблюдава и заснема изригването на вулкана Китуро. То оказва силно въздействие върху него и го подтиква да се заеме с вулканология. След връщането си в Белгия започва научна работа в тази област като асистент в Брюкселския свободен университет. През 1953 година се установява във Франция, където продължава изследванията си, както и работата върху различни проекти за популяризиране на науката. През 1971 година сменя белгийското си гражданство с френско.
Тазиев е дългогодишен поддръжник на Франсоа Митеран и през 1981 година е назначен за комисар по изследванията на природните бедствия, но скоро се оттегля, отхвърляйки политическите спекулации с екологията за сметка на сериозните научни изследвания в тази област. През цялата си научна кариера той критикува модния катастрофизъм около събития, като изтъняването на озоновия слой или глобалното затопляне, явления, които не отрича, но смята за недостатъчно изучени и с преувеличено значение.
Харун Тазиев умира на 2 февруари 1998 година в Париж.

## Книги на Х. Тазиев на български език
- „Когато земята се тресе“, изд. Наука и изкуство, 1968
- „Срещи с дявола“, изд. Наука и изкуство, 1969
- „Сред огън и вода“, ДИ Варна, 1969